# Persone di nome Adrien
| Questa pagina contiene informazioni ricavate automaticamente dalle voci biografiche con l'ausilio del template Bio e di un bot. L'aggiornamento è periodico e automatico e ricostruisce completamente la pagina. Se manca una persona in questa lista, sei pregato di non aggiungerla, ma accertati piuttosto che la sua voce biografica contenga il template Bio e che i dati anagrafici siano correttamente compilati. Se il template Bio manca, inseriscilo tu stesso o, in alternativa, metti l'avviso {{tmp\|Bio}} che ne segnala la mancanza. Se i dati riportati sono sbagliati, correggi direttamente la voce biografica; le modifiche saranno visibili in questa lista entro pochi giorni. Per chiarimenti vedi il progetto antroponimi. La lista contiene solo le 74 persone che sono citate nell'enciclopedia e per le quali è stato implementato correttamente il template Bio. Pagina aggiornata al 22 gen 2025. |

Questa è una lista di persone presenti nell'enciclopedia che hanno il nome Adrien, suddivise per attività principale.

## Arbitri di calcio(1)
- Adrien Jaccottet, arbitro di calcio svizzero (Basilea, n. 1983)

## Astronomi(1)
- Adrien Auzout, astronomo francese (Rouen, n. 1622 - Roma, † 1691)

## Attivisti(1)
- Adrien Pelletier, attivista francese (n. 1964)

## Attori(3)
- Adrien Brody, attore statunitense (New York, n. 1973)
- Adrien Jolivet, attore e cantante francese (Suresnes, n. 1981)
- Adrien de Van, attore e regista teatrale francese (n. 1973)

## Aviatori(1)
- Eugène Gilbert, aviatore francese (Riom, n. 1889 - Chaville, † 1918)

## Botanici(1)
- Adrien René Franchet, botanico francese (Pezou, n. 1834 - Parigi, † 1900)

## Calciatori(13)
- Adrien Bongiovanni, calciatore belga (Seraing, n. 1999)
- Adrien Filez, calciatore francese (Tourcoing, n. 1885 - † 1965)
- Adrien Hunou, calciatore francese (Évry, n. 1994)
- Adrien Lebeau, calciatore francese (Metz, n. 1999)
- Adrien Monfray, calciatore francese (Nizza, n. 1990)
- Adrien Perez, calciatore statunitense (Los Angeles, n. 1995)
- Adrien Silva, calciatore francese (Angoulême, n. 1989)
- Adrien Rabiot, calciatore francese (Saint-Maurice, n. 1995)
- Adrien Regattin, calciatore francese (Montpellier, n. 1991)
- Adrien Tameze, calciatore francese (Lilla, n. 1994)
- Adrien Thomasson, calciatore francese (Bourg-Saint-Maurice, n. 1993)
- Adrien Trebel, calciatore francese (Dreux, n. 1991)
- Adrien Truffert, calciatore francese (Liegi, n. 2001)

## Canoisti(1)
- Adrien Bart, canoista francese (Orléans, n. 1991)

## Canottieri(1)
- Adrien Hardy, canottiere francese (Nîmes, n. 1978)

## Cardinali(1)
- Adrien Gouffier de Boissy, cardinale e vescovo cattolico francese (Francia, n. 1479 - Villendren-sur-Indre, † 1523)

## Cestisti(1)
- Adrien Moerman, cestista francese (Fontenay-aux-Roses, n. 1988)

## Ciclisti su strada(4)
- Adrien Buttafocchi, ciclista su strada francese (Nizza, n. 1907 - Nizza, † 1937)
- Adrien Costa, ex ciclista su strada statunitense (Los Altos, n. 1997)
- Adrien Garel, ciclista su strada e pistard francese (Bagneux, n. 1996)
- Adrien Petit, ciclista su strada francese (Arras, n. 1990)

## Compositori(2)
- Adrien Basin, compositore, diplomatico e cantore francese
- Adrien Rougier, compositore, direttore d'orchestra e organaro francese (Vernaison, n. 1892 - Lione, † 1984)

## Doppiatori(1)
- Adrien Beard, doppiatore, regista e sceneggiatore statunitense (Los Angeles, n. 1969)

## Drammaturghi(1)
- Adrien Decourcelle, commediografo e drammaturgo francese (Parigi, n. 1821 - Étretat, † 1892)

## Esploratori(1)
- Adrien de Gerlache, esploratore belga (Hasselt, n. 1866 - Bruxelles, † 1934)

## Fondisti(1)
- Adrien Backscheider, fondista francese (Metz, n. 1992)

## Generali(2)
- Paul Chrétien, generale francese (Auxonne, n. 1862 - † 1948)
- Adrien Gabriel Gaudin de Villaine, generale francese (Vire, n. 1800 - Avranches, † 1876)

## Gesuiti(1)
- Adrien Parvilliers, gesuita, arabista e missionario francese (Amiens, n. 1619 - Hesdin, † 1678)

## Giocatori di football americano(1)
- Adrien Robinson, ex giocatore di football americano statunitense (Indianapolis, n. 1988)

## Giornalisti(1)
- Adrien Arcand, giornalista e politico canadese (Montréal, n. 1899 - Montréal, † 1967)

## Ingegneri(1)
- Adrien de Pauger, ingegnere e cartografo francese (New Orleans, † 1726)

## Matematici(1)
- Adrien Douady, matematico francese (La Tronche, n. 1935 - Saint-Raphaël, † 2006)

## Militari(4)
- Albert de Mun, militare e politico francese (Lumigny-Nesles-Ormeaux, n. 1841 - Bordeaux, † 1914)
- Adrien Maurice de Noailles, militare e diplomatico francese (Nevers, n. 1678 - Metz, † 1766)
- Adrien Prévault, militare francese (Indre e Loira, n. 1836 - Villiers-sur-Marne, † 1870)
- Adrien de Wignacourt, militare francese (Francia, n. 1618 - Malta, † 1697)

## Ostacolisti(1)
- Adrien Deghelt, ostacolista belga (n. 1985)

## Pallamanisti(1)
- Adrien Dipanda, pallamanista francese (Digione, n. 1988)

## Piloti automobilistici(1)
- Adrien Tambay, pilota automobilistico francese (Parigi, n. 1991)

## Piloti di rally(1)
- Adrien Fourmaux, pilota di rally francese (Seclin, n. 1995)

## Piloti motociclistici(4)
- Adrien Chareyre, pilota motociclistico francese (Alès, n. 1986)
- Adrien Goguet, pilota motociclistico francese (n. 1986)
- Adrien Morillas, pilota motociclistico francese (Clermont-Ferrand, n. 1958)
- Adrien van Beveren, pilota motociclistico francese (Hazebrouck, n. 1991)

## Pittori(4)
- Adrien Victor Auger, pittore francese (Saint-Valery-en-Caux, n. 1787 - † 1854)
- Adrien Hébert, pittore francese (Parigi, n. 1890 - Montréal, † 1967)
- Adrien Manglard, pittore francese (Lione, n. 1695 - Roma, † 1760)
- Adrien Moreau, pittore e illustratore francese (Troyes, n. 1843 - Parigi, † 1906)

## Politici(4)
- Adrien de Gasparin, politico e agronomo francese (Orange, n. 1783 - Orange, † 1862)
- Adrien Houngbédji, politico e avvocato beninese (Aplahoué, n. 1942)
- Adrien Lachenal, politico svizzero (Ginevra, n. 1849 - Versoix, † 1918)
- Adrien Joseph Prax-Paris, politico francese (Montauban, n. 1829 - Caussade, † 1909)

## Presbiteri(1)
- Adrien Baillet, presbitero, teologo e letterato francese (La Neuville-en-Hez, n. 1649 - Parigi, † 1706)

## Pugili(1)
- Adrien Broner, pugile statunitense (Cincinnati, n. 1989)

## Schermidori(2)
- Adrien Guyon, schermidore francese (Parigi, n. 1866 - Parigi, † 1926)
- Adrien Rommel, schermidore francese (Parigi, n. 1914 - Clichy, † 1963)

## Sciatori alpini(4)
- Adrien Duvillard, sciatore alpino francese (Megève, n. 1934 - Megève, † 2017)
- Adrien Duvillard, ex sciatore alpino francese (Megève, n. 1969)
- Adrien Fresquet, sciatore alpino francese (Pau, n. 1999)
- Adrien Théaux, sciatore alpino francese (Tarbes, n. 1984)

## Scultori(1)
- Adrien Étienne Gaudez, scultore francese (Lione, n. 1845 - Neuilly-sur-Seine, † 1902)

## Truccatori(1)
- Adrien Morot, truccatore canadese (Montreal, n. 1970)

## Umanisti(1)
- Adrianus Turnebus, umanista, filologo e filosofo francese (Les Andelys, n. 1512 - Parigi, † 1565)

## Velocisti(1)
- Adrien Faidide, velocista francese (Parigi, n. 1880 - Le Kremlin-Bicêtre, † 1907)